# Otionellina nitida
Otionellina nitida är en mossdjursart som först beskrevs av Maplestone 1909.  Otionellina nitida ingår i släktet Otionellina och familjen Otionellidae. Inga underarter finns listade i Catalogue of Life.